# UAE Team Emirates/2022
Deze pagina geeft een overzicht van de UCI World Tour wielerploeg UAE Team Emirates in 2022.

## Algemeen
Teammanager: Matxin Joxean Fernández
Ploegleiders: Fabio Baldato, Fabrizio Guidi, Andrej Hauptman, Marco Marcato, Marco Marzano, Manuele Mori, Simone Pedrazzini, Aart Vierhouten, John Wakefield
Fietsen: Colnago

## Renners
| Naam                 | Geboortedatum | Nationaliteit                | Ploeg 2021                |
| -------------------- | ------------- | ---------------------------- | ------------------------- |
| Pascal Ackermann     | 17-01-1994    | Duitsland                    | BORA-hansgrohe            |
| João Almeida         | 05-08-1998    | Portugal                     | Deceuninck-Quick Step     |
| Andrés Ardila        | 02-06-1999    | Colombia                     |                           |
| Juan Ayuso           | 16-09-2002    | Spanje                       |                           |
| George Bennett       | 07-04-1990    | Nieuw-Zeeland                | Team Jumbo-Visma          |
| Mikkel Bjerg         | 03-11-1998    | Denemarken                   |                           |
| Alexys Brunel*       | 10-10-1998    | Frankrijk                    | Groupama-FDJ              |
| Rui Costa            | 05-10-1986    | Portugal                     |                           |
| Alessandro Covi      | 28-09-1998    | Italië                       |                           |
| Finn Fisher-Black    | 21-12-2001    | Nieuw-Zeeland                |                           |
| Davide Formolo       | 25-10-1992    | Italië                       |                           |
| Fernando Gaviria     | 19-08-1994    | Colombia                     |                           |
| Ryan Gibbons         | 13-08-1994    | Zuid-Afrika                  |                           |
| Felix Groß           | 04-09-1998    | Duitsland                    | Rad-net Rose Team         |
| Marc Hirschi         | 24-08-1998    | Zwitserland                  |                           |
| Álvaro Hodeg         | 16-09-1996    | Colombia                     | Deceuninck-Quick Step     |
| Vegard Stake Laengen | 07-02-1989    | Noorwegen                    |                           |
| Rafał Majka          | 12-09-1989    | Polen                        |                           |
| Brandon McNulty      | 02-04-1998    | Verenigde Staten             |                           |
| Yousif Mirza         | 08-10-1988    | Verenigde Arabische Emiraten |                           |
| Sebastián Molano     | 04-11-1994    | Colombia                     |                           |
| Ivo Oliveira         | 05-09-1996    | Portugal                     |                           |
| Rui Oliveira         | 05-09-1996    | Portugal                     |                           |
| Tadej Pogačar        | 21-09-1998    | Slovenië                     |                           |
| Jan Polanc           | 06-10-1992    | Slovenië                     |                           |
| Maximiliano Richeze  | 07-03-1983    | Argentinië                   |                           |
| Marc Soler           | 22-11-1993    | Spanje                       | Movistar Team             |
| Joël Suter           | 25-10-1998    | Zwitserland                  | Bingoal Pauwels Sauces WB |
| Matteo Trentin       | 02-08-1989    | Italië                       |                           |
| Oliviero Troia       | 01-09-1994    | Italië                       |                           |
| Diego Ulissi         | 15-07-1989    | Italië                       |                           |

*tot en met 22/06

### Stagiairs
Per 1 augustus 2022
| Naam            | Geboortedatum | Nationaliteit       | Vorige ploeg        |
| --------------- | ------------- | ------------------- | ------------------- |
| Kasper Andersen | 01-07-2002    | Denemarken          | Hagens Berman Axeon |
| Arthur Kluckers | 15-03-2000    | Luxemburg           | Leopard Pro Cycling |
| Oliver Knight   | 25-01-2001    | Verenigd Koninkrijk |                     |

### Vertrokken
| Naam                   | Geboortedatum | Nationaliteit    | Ploeg 2022                         |
| ---------------------- | ------------- | ---------------- | ---------------------------------- |
| Sven Erik Bystrøm      | 21-01-1992    | Noorwegen        | Intermarché-Wanty-Gobert Matériaux |
| Valerio Conti          | 30-03-1993    | Italië           | Astana Qazaqstan                   |
| David de la Cruz       | 06-05-1989    | Spanje           | Astana Qazaqstan                   |
| Joe Dombrowski         | 12-05-1991    | Verenigde Staten | Astana Qazaqstan                   |
| Alexander Kristoff     | 05-07-1987    | Noorwegen        | Intermarché-Wanty-Gobert Matériaux |
| Marco Marcato          | 11-02-1984    | Italië           | Gestopt                            |
| Cristian Muñoz         | 20-03-1996    | Colombia         | EPM - Scott                        |
| Aljaksandr Raboesjenka | 12-10-1995    | Wit-Rusland      | Astana Qazaqstan                   |

## Overwinningen
| Nationale kampioenschappen wielrennen Portugal - wegrit: João Almeida Verenigde Arabische Emiraten - wegwedstrijd: Yousif Mirza Verenigde Arabische Emiraten - tijdrit: Yousif Mirza Zwitserland - tijdrit: Joël Suter Trofeo Calvià Brandon McNulty Ronde van Oman 1e etappe: Fernando Gaviria 6e etappe: Fernando Gaviria Puntenklassement: Fernando Gaviria Ronde van Murcia Alessandro Covi Ruta del Sol 2e etappe: Alessandro Covi Puntenklassement: Alessandro Covi Ronde van de Verenigde Arabische Emiraten 4e etappe: Tadej Pogačar 7e etappe: Tadej Pogačar Eindklassement: Tadej Pogačar Jongerenklassement: Tadej Pogačar Ploegenklassement: *1) Faun-Ardèche Classic Brandon McNulty Le Samyn Matteo Trentin Trofeo Laigueglia Jan Polanc Strade Bianche Tadej Pogačar Parijs-Nice 5e etappe: Brandon McNulty Jongerenklassement: João Almeida Ploegenklassement: *2) | Tirreno-Adriatico 4e etappe: Tadej Pogačar 6e etappe: Tadej Pogačar Eindklassement: Tadej Pogačar Puntenklassement: Tadej Pogačar Jongerenklassement: Tadej Pogačar Bredene Koksijde Classic Pascal Ackermann Per Sempre Alfredo Marc Hirschi Ronde van Catalonië 4e etappe: João Almeida GP Industria & Artigianato-Larciano Diego Ulissi Ronde van Romandië Jongerenklassement: Juan Ayuso Ronde van Italië 20e etappe: Alessandro Covi Boucles de la Mayenne 4e etappe: Sebastián Molano Ronde van Slovenië 1e etappe: Rafał Majka 3e etappe: Tadej Pogačar 4e etappe: Rafał Majka 5e etappe: Tadej Pogačar Eindklassement: Tadej Pogačar Puntenklassement: Tadej Pogačar Bergklassement: Rafał Majka Ronde van Frankrijk 6e etappe: Tadej Pogačar 7e etappe: Tadej Pogačar 17e etappe: Tadej Pogačar Jongerenklassement: Tadej Pogačar | Ronde van Castilië en León Ploegenklassement: *3) Circuito de Getxo Juan Ayuso Ronde van Polen 4e etappe: Pascal Ackermann Ronde van Burgos 5e etappe: João Almeida Ronde van de Limousin-Nouvelle-Aquitaine 3e etappe: Diego Ulissi Ploegenklassement: *4) Ronde van Spanje 5e etappe: Marc Soler 21e etappe: Sebastián Molano Grote Prijs van Montreal Tadej Pogačar Ploegenklassement: *5) Ronde van Luxemburg 2e etappe: Matteo Trentin Puntenklassement: Matteo Trentin Ploegenklassement: *6) Ronde van Toscane Marc Hirschi Tre Valli Varesine Tadej Pogačar Ronde van Lombardije Tadej Pogačar Ronde van Veneto Matteo Trentin Veneto Classic Marc Hirschi |

*1) Ploeg Ronde van de Verenigde Arabische Emiraten: Ackermann, Almeida, Bennett, Bjerg, Majka, Pogačar, Richeze
*2) Ploeg Parijs-Nice: Almeida, Brunel, Fisher-Black, McNulty, Molano, Polanc, Trentin
*3) Ploeg Ronde van Castilië en León: Ardila, Bennett, Costa, Gibbons, Laengen, Mirza, Polanc
*4) Ploeg Ronde van de Limousin-Nouvelle-Aquitaine: Costa, Covi, Gaviria, Laengen, R. Oliveira, Trentin, Ulissi
*5) Ploeg Ronde van Spanje: Ackermann, Almeida, Ayuso, McNulty, Molano, I. Oliveira, Polanc, Soler
*6) Ploeg Ronde van Luxemburg: Ardila, Kluckers, Majka, R. Oliveira, Suter, Trentin
Mannen:1991 · 1992 · 1993 · 1994 · 1995 · 1996 · 1997-1998 · 1999 · 2000 · 2001 · 2002 · 2003 · 2004 · 2005 · 2006 · 2007 · 2008 · 2009 · 2010 · 2011 · 2012 · 2013 · 2014 · 2015 · 2016 · 2017 · 2018 · 2019 · 2020 · 2021 · 2022 · 2023 · 2024 · 2025
Vrouwen:2022 · 2023 · 2024 · 2025
AG2R-Citroën · Astana Qazaqstan · Bahrain Victorious · BORA-hansgrohe · Cofidis · EF Education-EasyPost · Groupama-FDJ · INEOS Grenadiers · Intermarché-Wanty-Gobert Matériaux · Israel-Premier Tech · Lotto Soudal · Movistar Team · Quick Step-Alpha Vinyl · Team BikeExchange Jayco · Team DSM · Team Jumbo-Visma · Trek-Segafredo · UAE Team Emirates